# سوبر سترايك إيجل
سوبر سترايك إيجل (بالإنجليزية:Super Strike Eagle) (باليابانية:Ｆ－１５スーパーストライクイーグル) ، هي لعبة إلكترونية من نوع تحكم الطائرة الحربية، أنتجت من قبل شركة سوبر نينتندو إنترتينمنت سيستم سنة 1993 .

## قصة اللعبة
بطل اللعبة هو الطيار الأمريكي الافتراضي، يقود طائرة إف-15 ، ويقوم بمهمات عدة لضرب العدو في العراق وليبيا وكوريا الشمالية وكوبا.
ويملك طائرات العدو طائرات ميغ 27 وميغ-29.

## وصلات خارجية
- F-15 Super Strike Eagle at superfamicom.org
- F-15 Super Strike Eagle at super-famicom.jp (باليابانية)